# Міський сад (Київ)
Міськи́й сад — парк у Києві. Колишні назви: Царський сад, Міський парк, Першотравневий парк. Розташований між Маріїнським та Хрещатим парками. Площа 11,7 га.
Пам'ятка садово-паркового мистецтва місцевого значення.

## Історія
Закладений 1743 року за проєктом архітектора Растреллі на основі старовинного Регулярного саду, заснованого Петром І. У 1763 році в парку за участю садових майстрів Д. Фока та Л. І. Гофмейстера висаджено плодові дерева, збудовано оранжереї.
Наприкінці 1870-х років більша частина нинішнього парку переходить до Удільного відомства і на довгі десятиліття стає закритою для звичайних відвідувачів. 1900 року у парку встановлюють фонтан. Ця частина парку продовжує називатися Царським садом.
Територія, де тепер розташований стадіон «Динамо» імені В. Лобановського, називалася «Долиною троянд». Тут з 1863 року містився театр (кафе-шантан) «Шато-де-Флер». У 1912 році в парку було відкрито сільськогосподарську виставку. 
На початку XX століття (у 1902—1912 роках) було прокладено Петрівської алеї (зараз алея Магдебурзького права, через яку 1910 року перекинули ажурний металевий Парковий міст).
1919 року парк набуває назву сад Першого Травня або Першотравневий парк.
У 1965 та 1974 роках у частині парку між Маріїнським палацом та стадіоном «Динамо» встановлено паркові скульптури-пам'ятники Лесі Українці та Марії Заньковецькій.
В 1981-1982 у парку була споруджена літня музична естрада, яка через свою форму отримала назву «Мушля».
2 лютого 1993 року парку присвоєна нинішня назва.
26 червня 2017 року було відкрито пам'ятник Анні Ахматовій, проте його було встановлено без погоджень з місцевою владою та не передано на баланс міста.

## Зображення

Паркова скульптура Марії Заньковецької
Паркова скульптура Лесі Українки
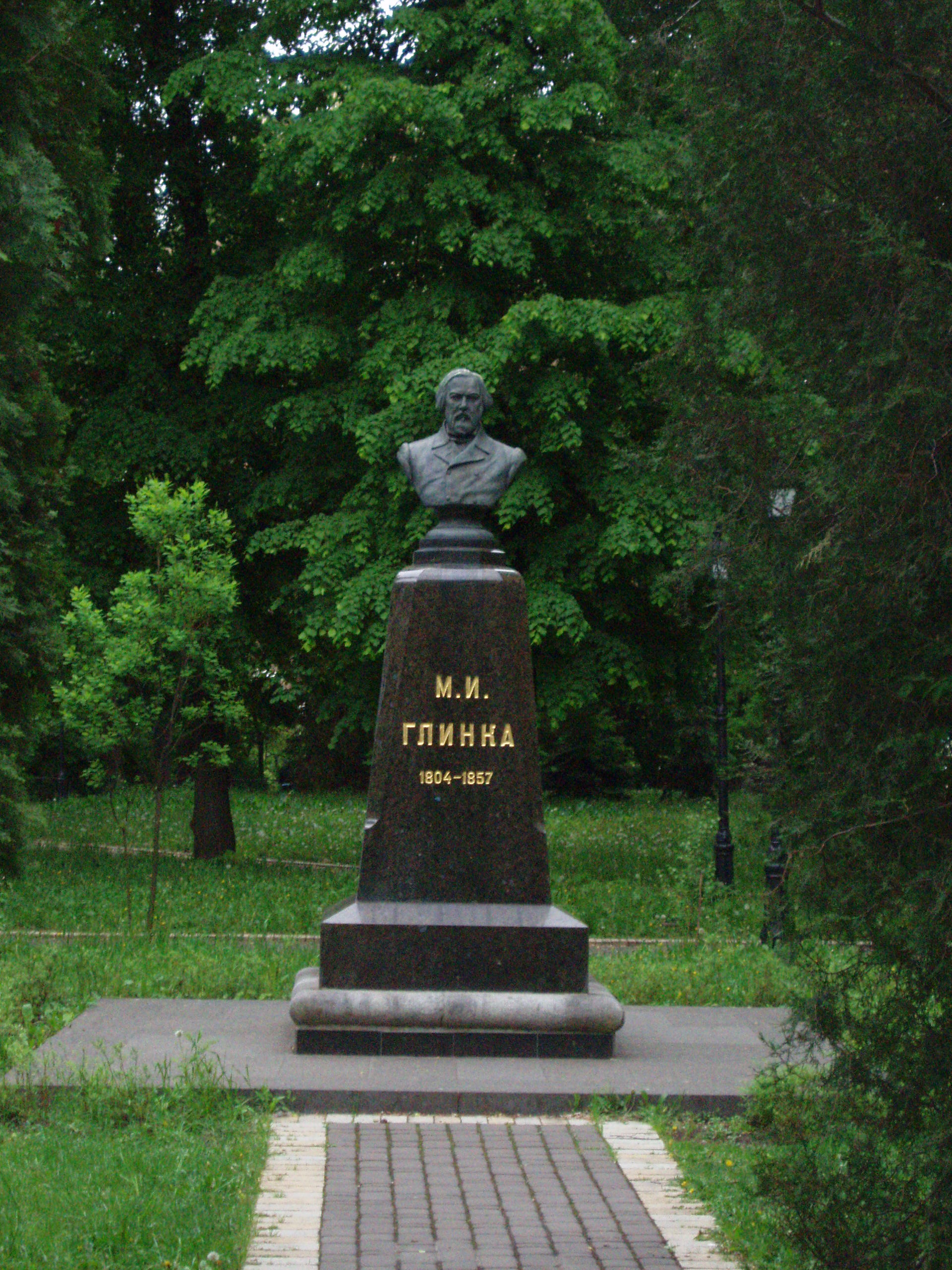
Пам'ятник Михайлу Глинці

## Галерея

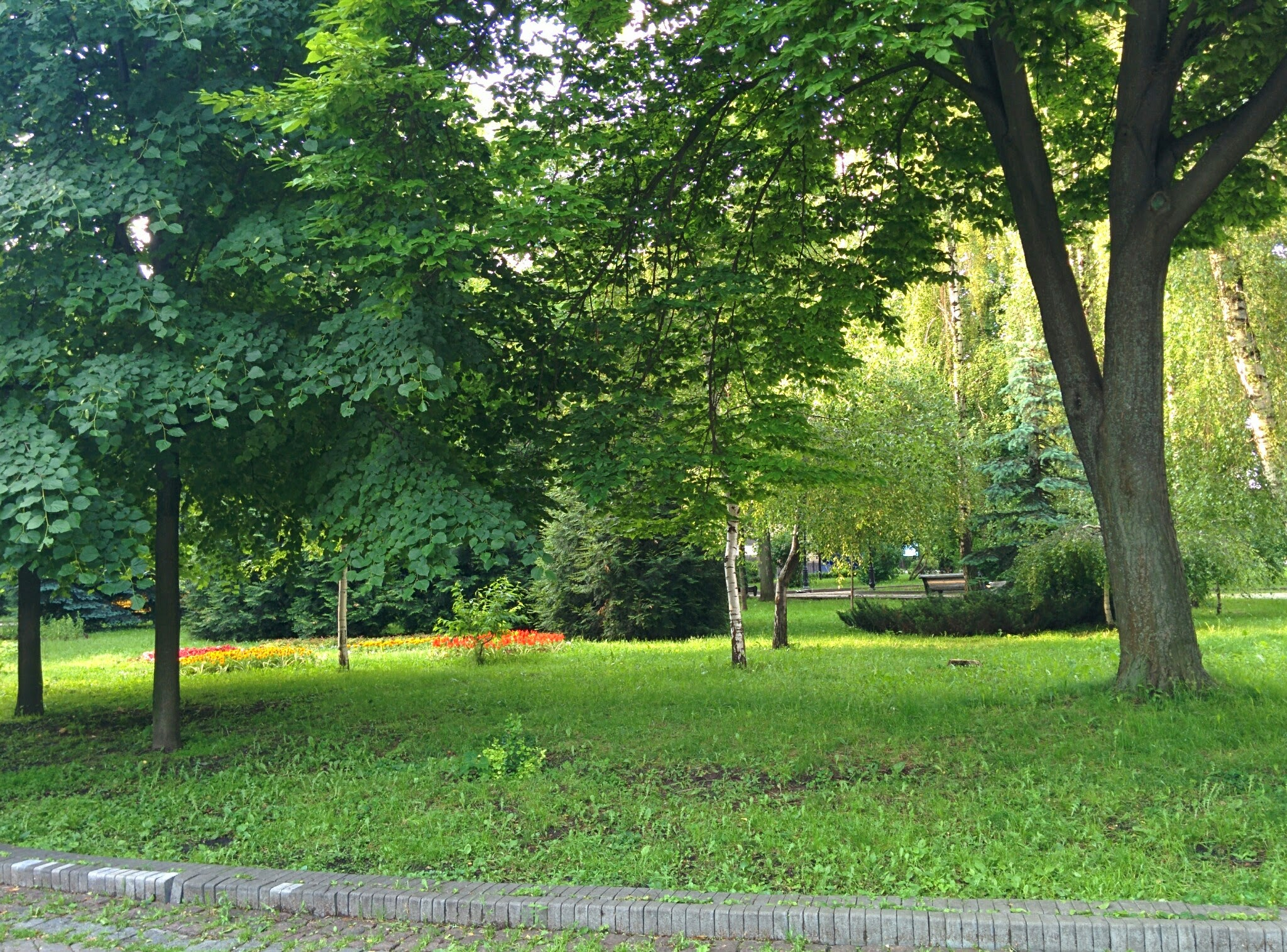
Міський парк. 26 травня 2014 року
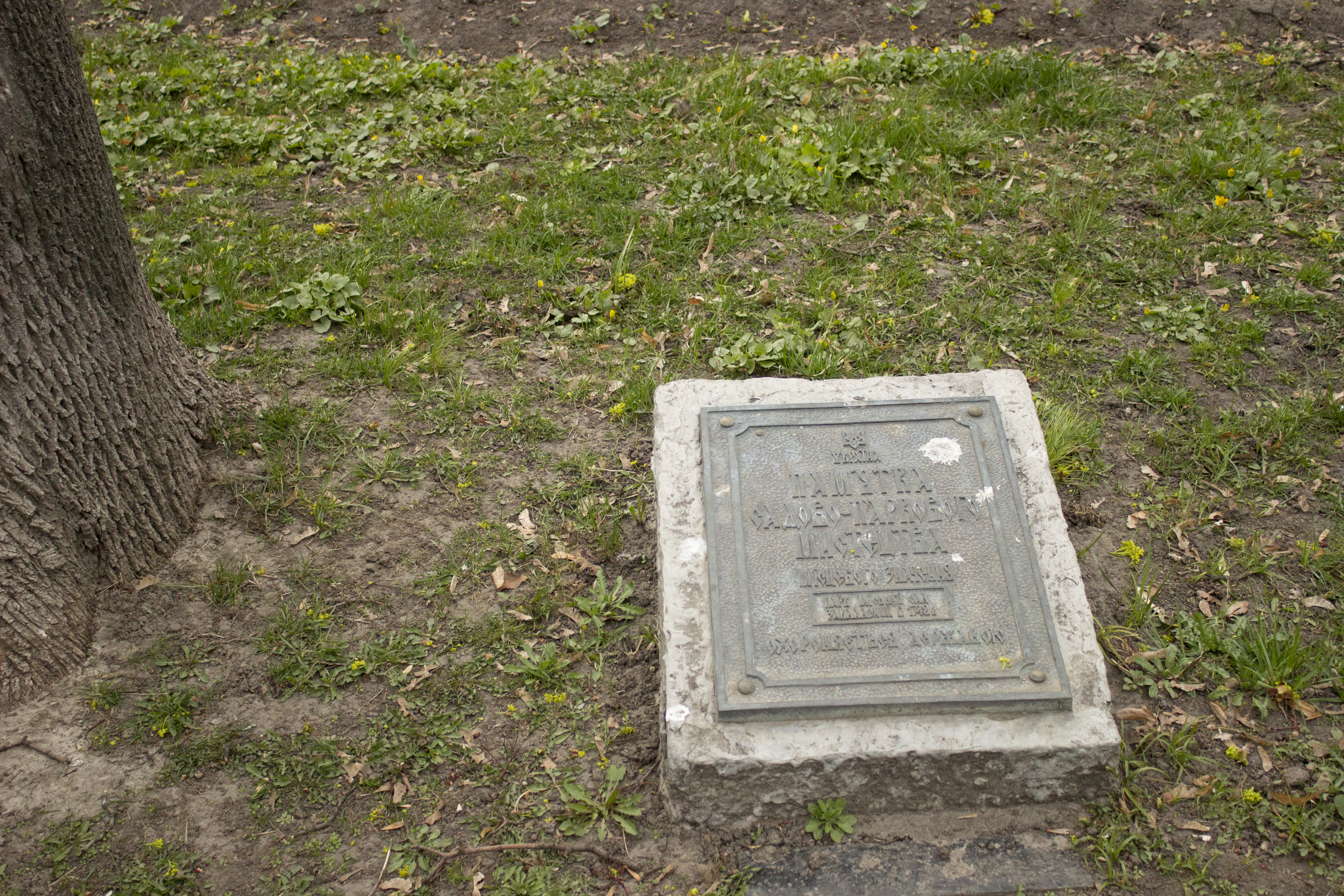
Міський парк. 16 квітня 2015 року
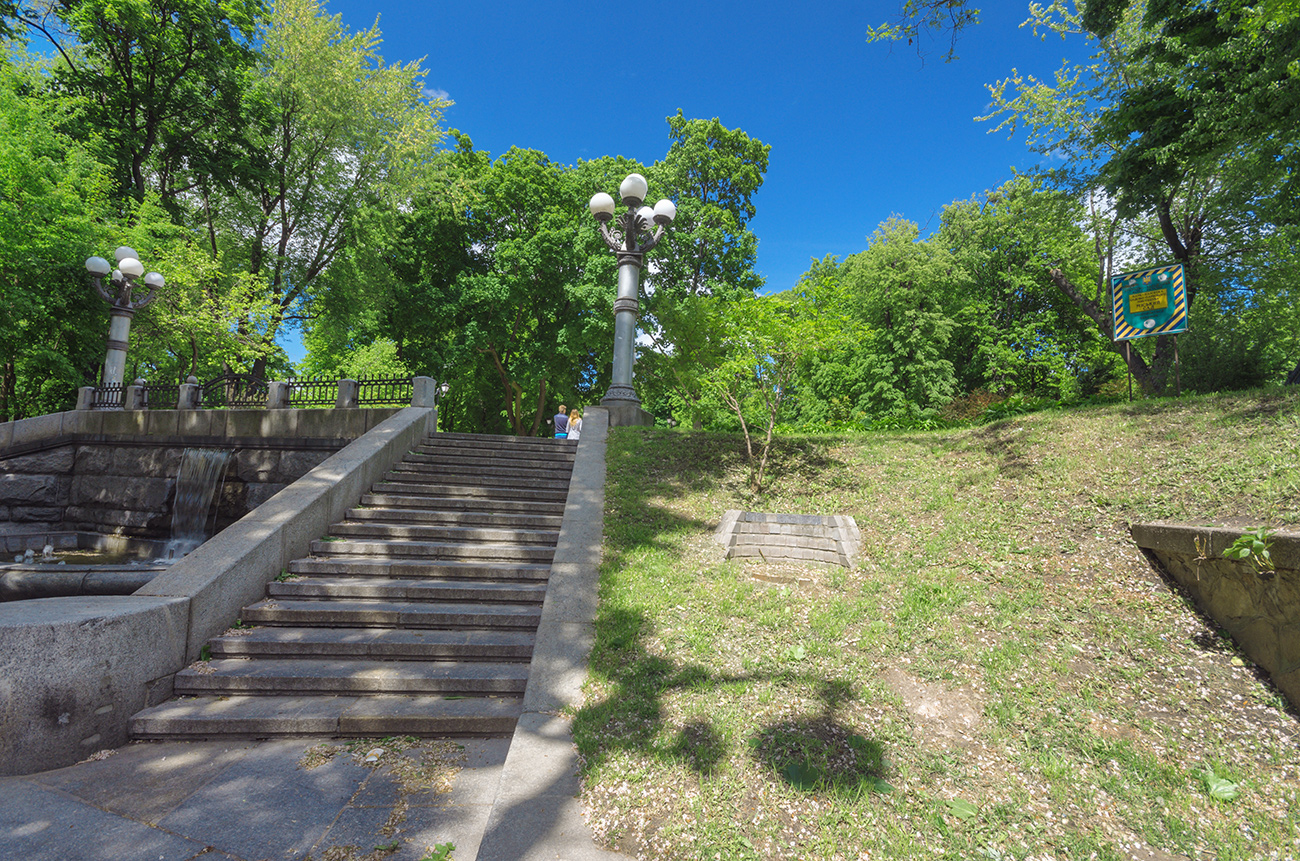
Міський парк. 16 травня 2015 року
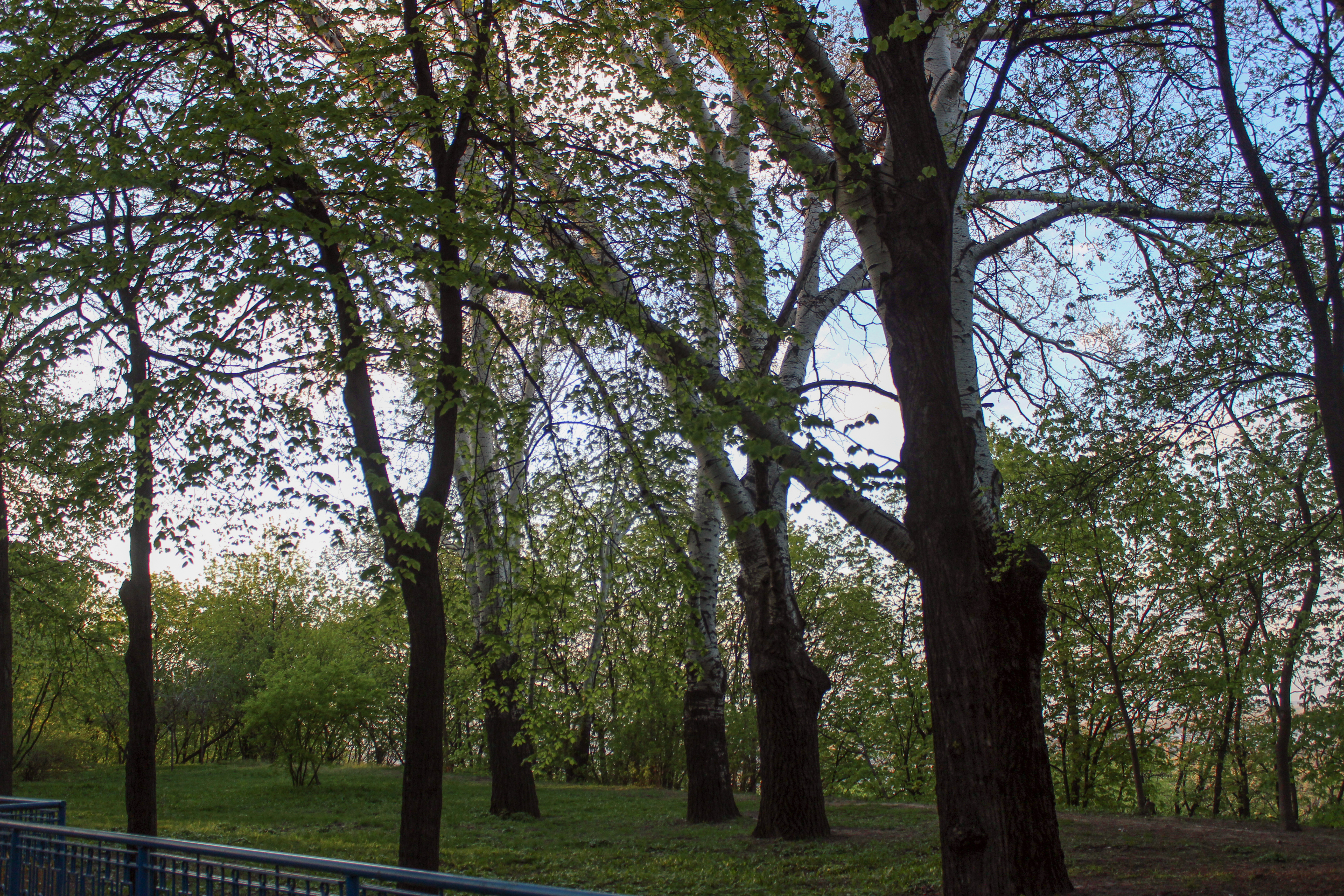
Міський парк. 19 квітня 2016 року
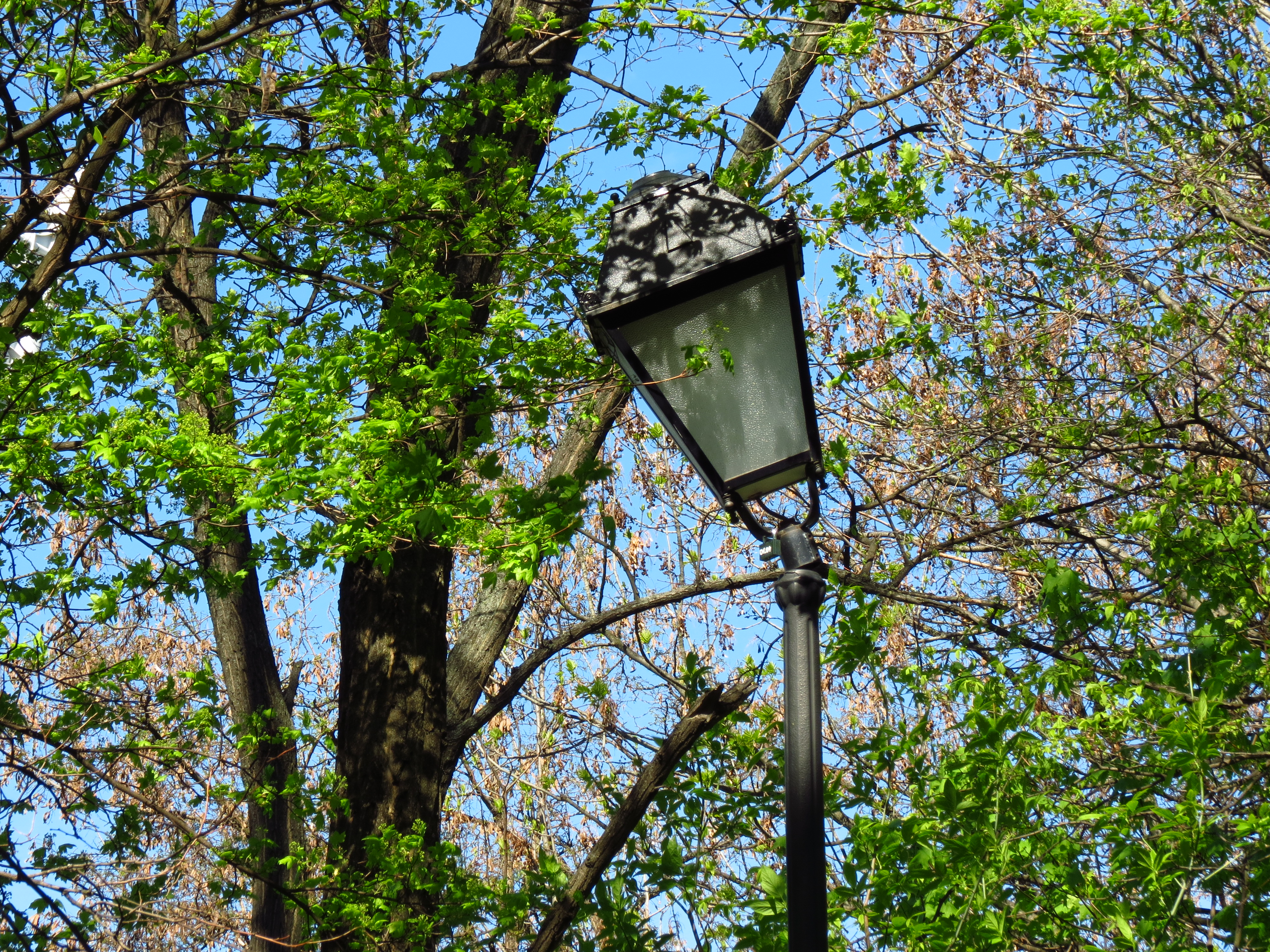
Міський парк. 27 квітня 2016 року
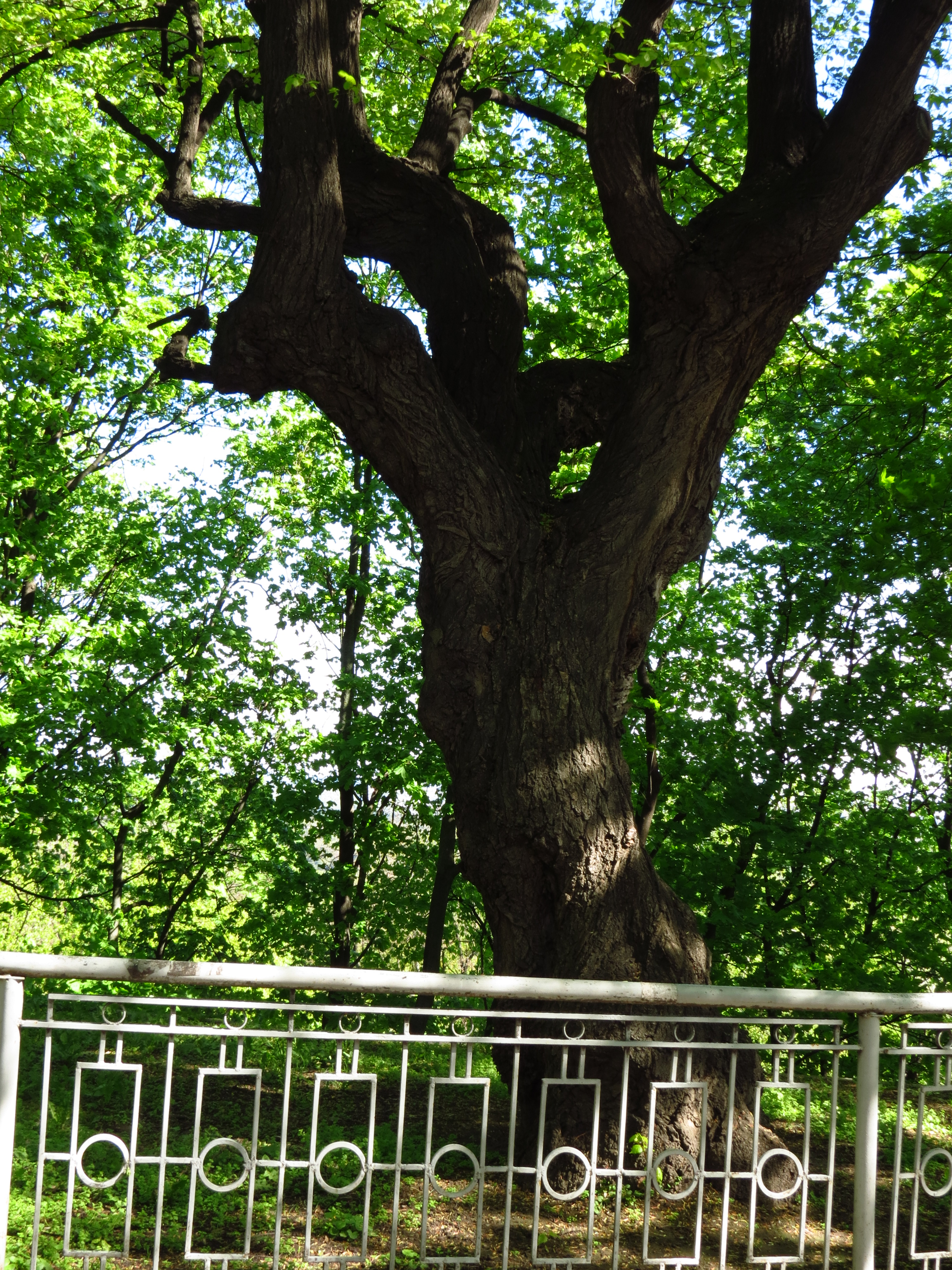
Міський парк. 27 квітня 2016 року
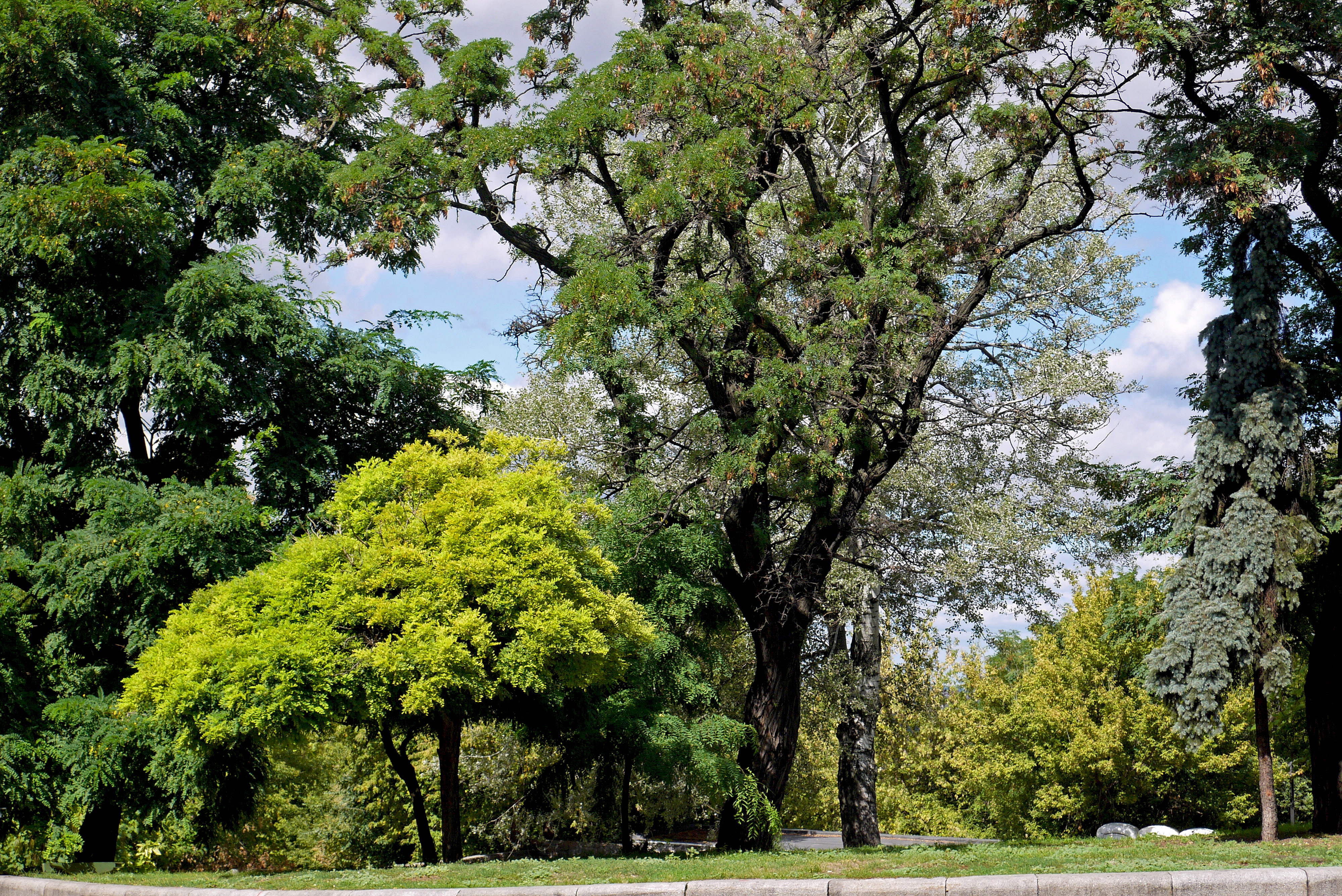
Міський парк. 31 серпня 2016 року
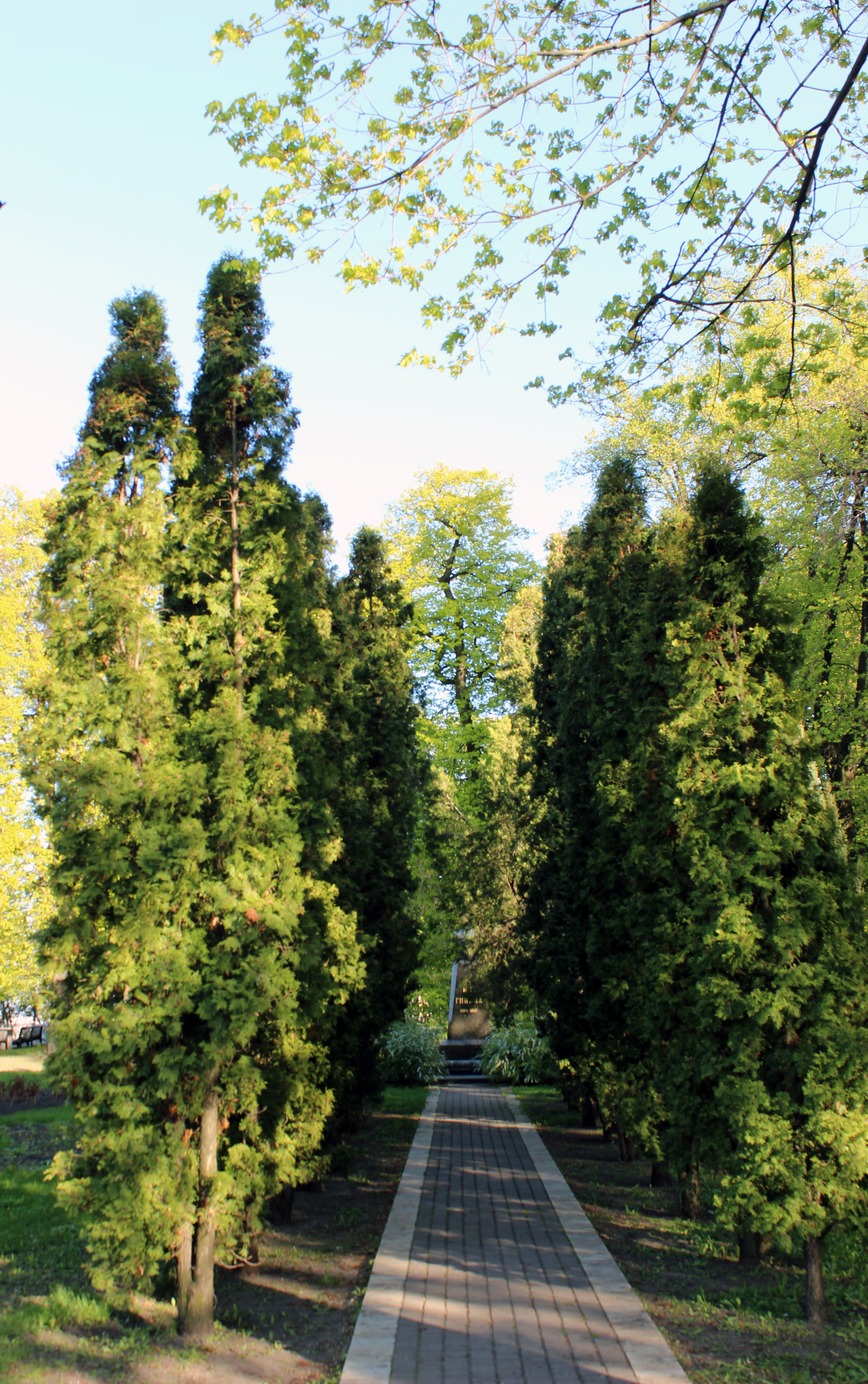
Міський парк. 25 квітня 2017 року
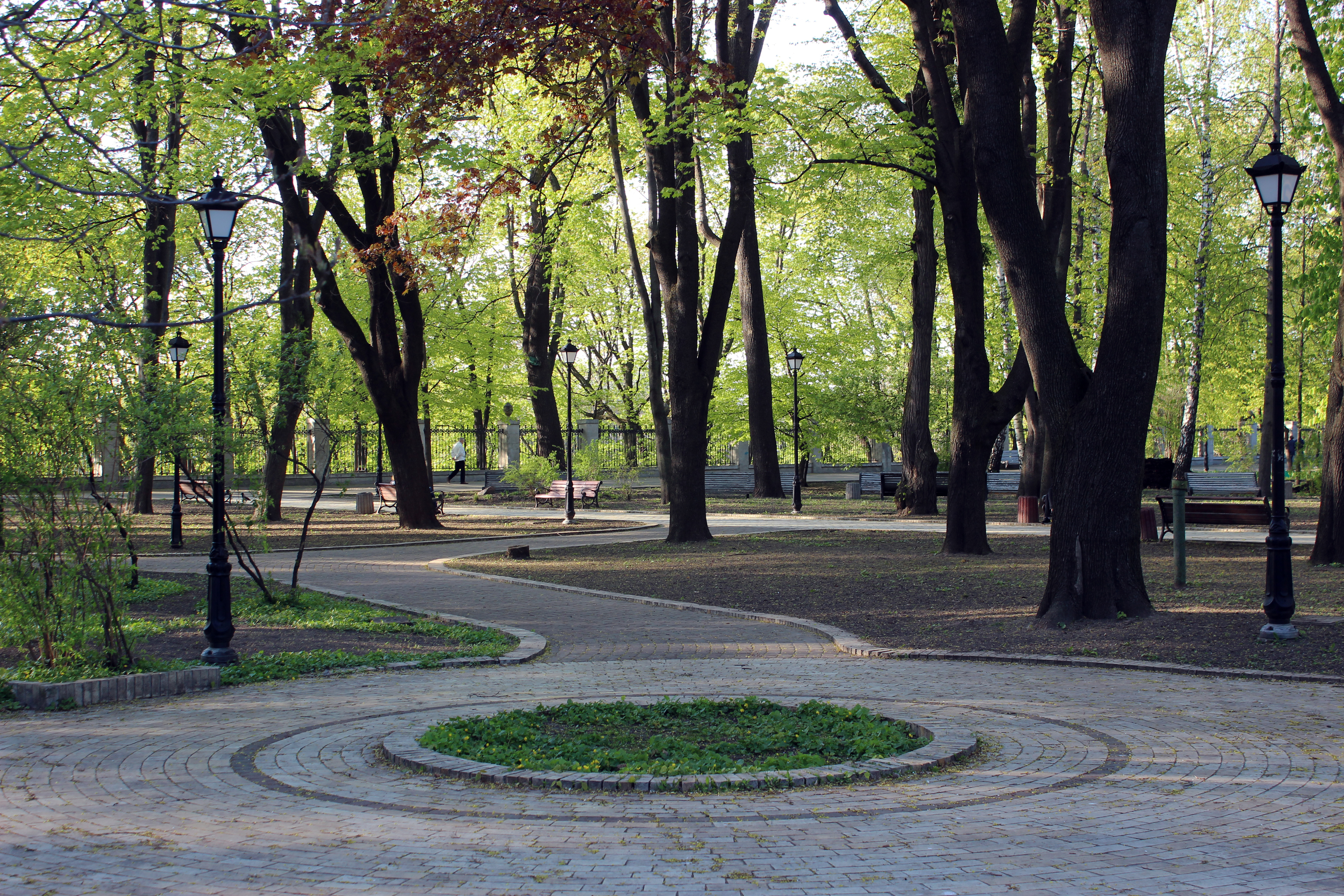
Міський парк. 25 квітня 2017 року
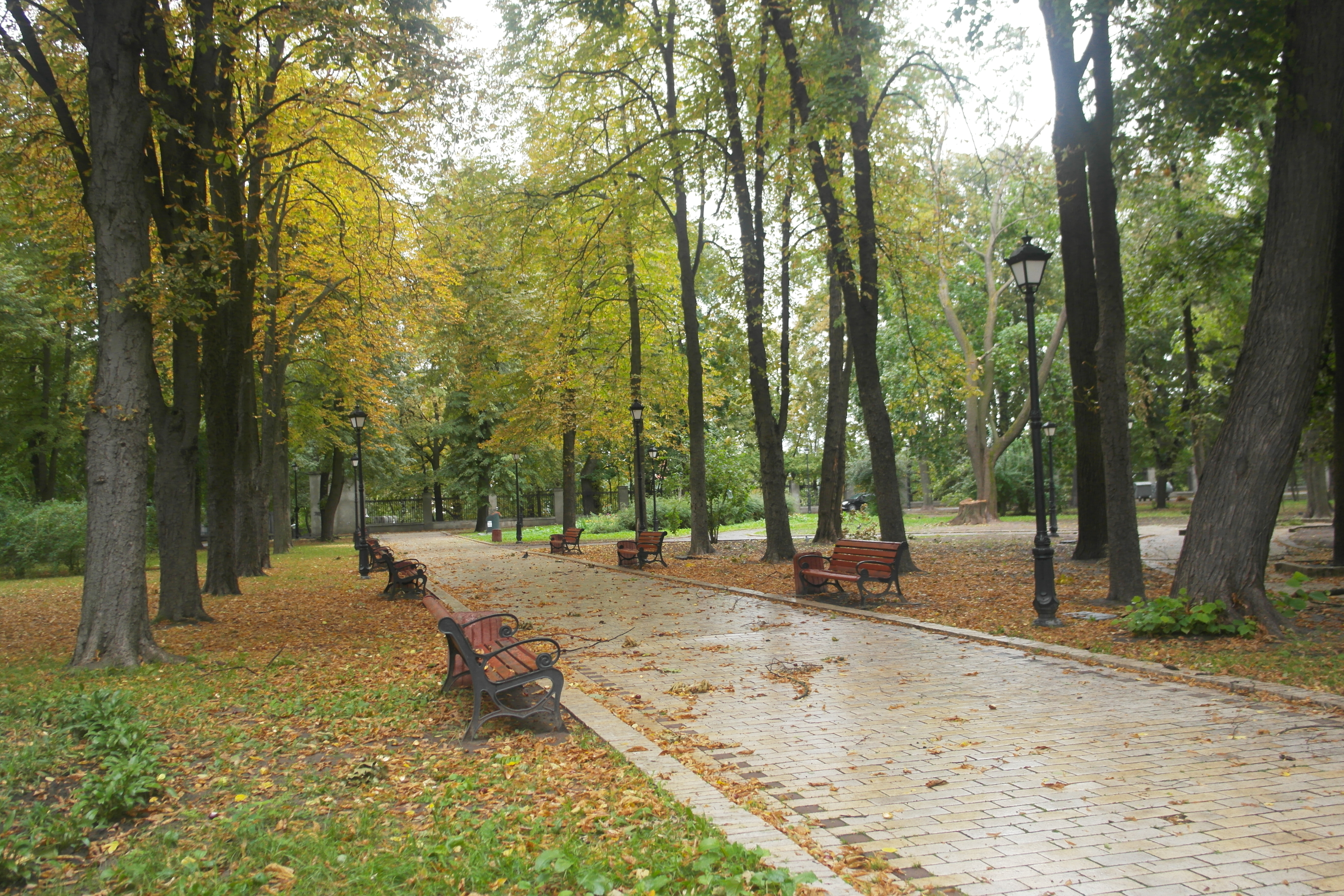
Міський парк. 25 вересня 2018 року
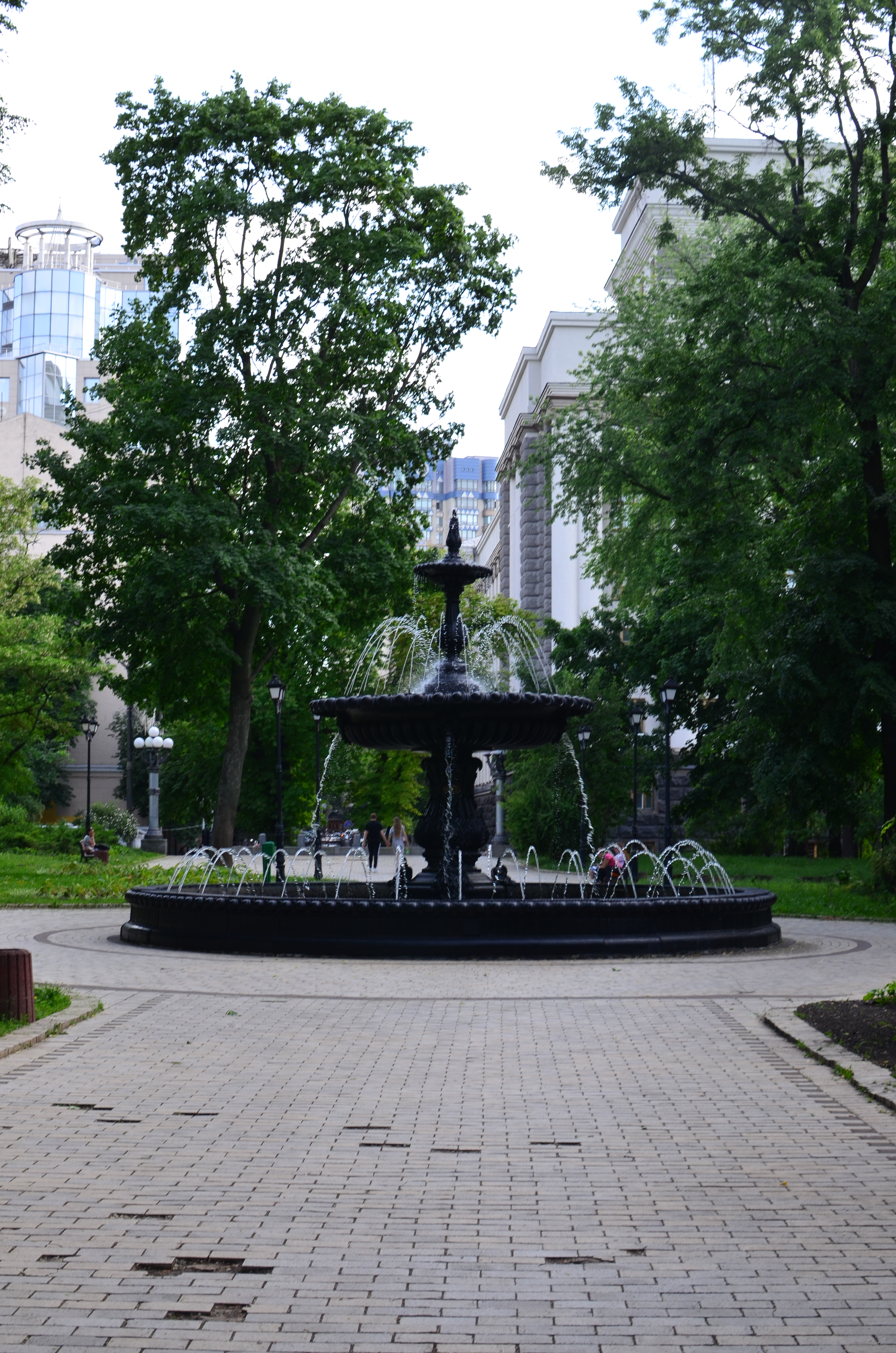
Міський парк. Фонтан Термена. 28 травня 2019 року
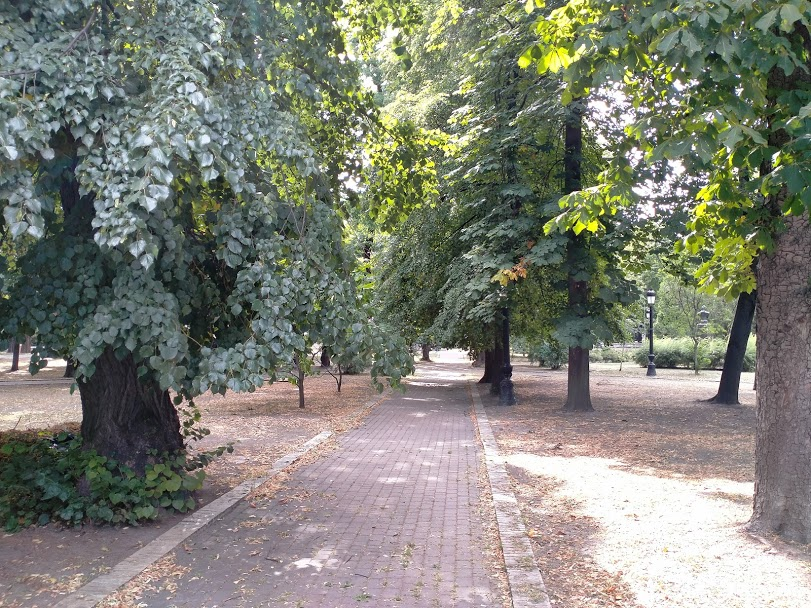
Доріжка в міському саду. 16 липня 2020 року